# Alphonse von Oriola
Alphonse Heinrich von Oriola (* 17. Juni 1812 in Berlin; † 3. Juni 1863 in Görlitz) war ein preußischer Diplomat.

## Leben
Alphonse war Angehöriger der preußischen Grafen von Oriola und der dritte Sohn des portugiesischen Diplomaten Joaquim José Lobo da Silveira (1772–1846) und dessen Ehefrau Sophia Amalie, geborene Murray aus dem Hause Atholl (1787–1862). Der Vater stammte aus dem portugiesischen Hochadel und wurde 1822 als Joaquim von Oriola in den preußischen Grafenstand aufgenommen.
Oriola studierte an der Universität Bonn. 1833 wurde er Mitglied des Corps Borussia Bonn. Nach dem Studium trat er in den auswärtigen Dienst des Königreichs Preußen ein. 1841 war er Legationssekretär bei der preußischen Gesandtschaft in Kopenhagen. Von 1854 bis 1859 war er preußischer Gesandter am dänischen Hof in Kopenhagen, von 1860 bis 1862 am schwedischen Hof in Stockholm und von 1862 bis 1863 am niederländischen Hof in Den Haag.
Alphonse von Oriola starb 1863 mit 50 Jahren in Görlitz und wurde in einem Erbbegräbnis seiner Familie auf dem Berliner St.-Hedwig-Friedhof an der Liesenstraße beigesetzt.

## Auszeichnungen
- Ernennung zum preußischen Kammerherrn, 1841[4]